# Równonoc wiosenna

Oświetlenie Ziemi przez Słońce w dniu równonocy (zarówno marcowej, jak i wrześniowej). Uwaga: obserwator znajduje się w płaszczyźnie równika ziemskiego, dlatego nie widać tu nachylenia płaszczyzny równika do płaszczyzny orbity.

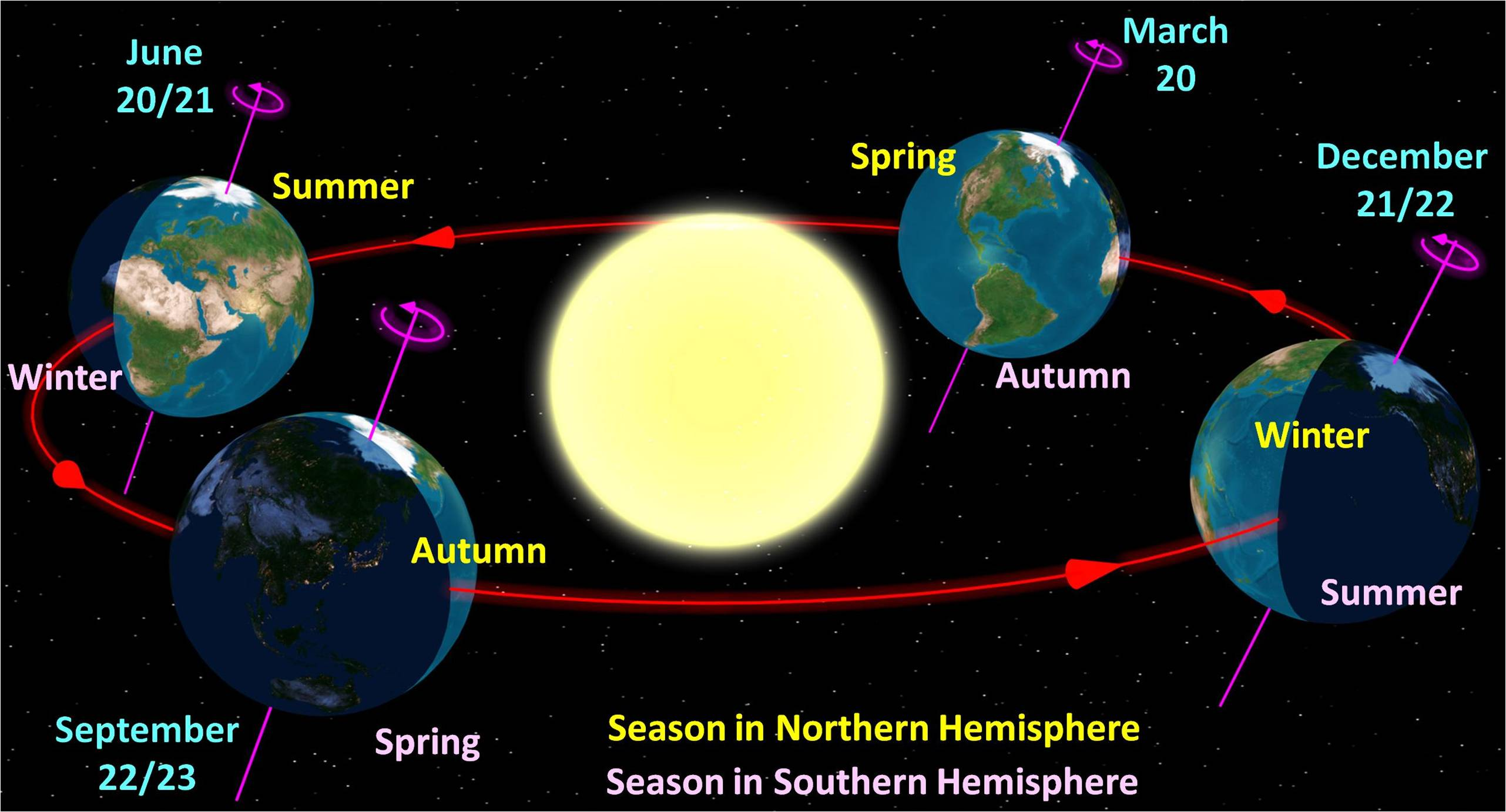
Uproszczony schemat przedstawiający ruch obiegowy Ziemi i pory roku, zaczynając od lewego dolnego rogu: równonoc wrześniowa, przesilenie grudniowe, równonoc marcowa, przesilenie czerwcowe.

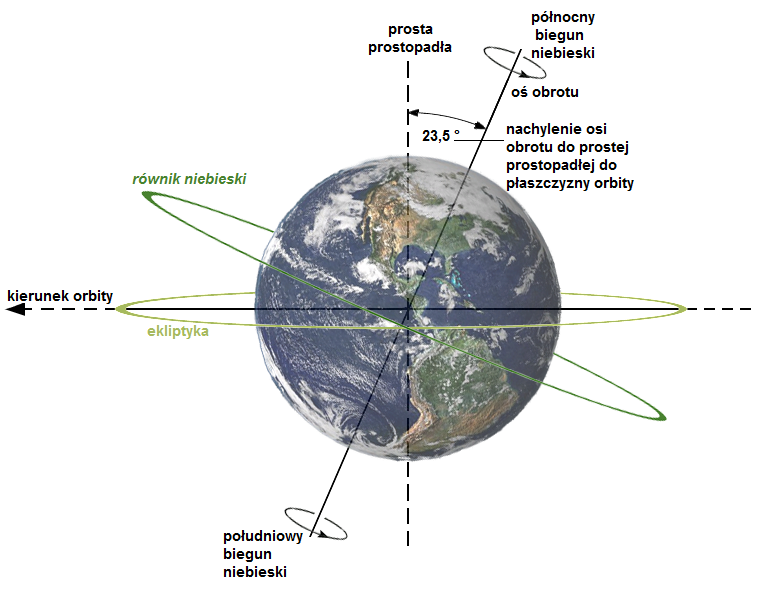
Ilustracja równonocy marcowej widzianej z płaszczyzny zbliżonej do orbity i kierunku padania promieni słonecznych

Równonoc wiosenna – na danej półkuli ziemskiej – północnej lub południowej – jest to równonoc, po której nastąpieniu Słońce przez pół roku będzie oświetlać mocniej tę półkulę, a słabiej półkulę drugą. Moment równonocy wiosennej wyznacza na danej półkuli początek astronomicznej wiosny, która trwa do chwili przesilenia letniego.
Na półkuli północnej równonoc wiosenna następuje w okolicach od 19 do 21 marca (równonoc marcowa), kiedy Słońce przechodzi przez punkt Barana. Na półkuli południowej, gdzie pory roku przesunięte są o sześć miesięcy, równonoc wiosenna ma miejsce w okolicach 21–24 września (równonoc wrześniowa). W chwili gdy na jednej półkuli zachodzi zjawisko równonocy wiosennej, na drugiej jest to moment równonocy jesiennej.

## Równonoc wiosenna na półkuli północnej
Na półkuli północnej więc równonoc wiosenna (marcowa) to moment, w którym Ziemia przekracza punkt na swojej orbicie, w którym promienie słoneczne padają prostopadle na równik i są równocześnie styczne do jej powierzchni przy biegunach, i od tej chwili przez pół roku biegun północny będzie bliżej Słońca niż biegun południowy (Słońce bardziej oświetla północną półkulę Ziemi). Inaczej mówiąc równonoc marcowa jest momentem przecięcia przez Słońce równika niebieskiego w trakcie jego pozornej wędrówki po ekliptyce z półkuli południowej na półkulę północną.
W starym kalendarzu rzymskim równonoc wiosenna była początkiem roku (miesiąca Martius). W 155 p.n.e. przesunięto w Rzymie początek roku urzędowego na 1 stycznia.
W 325 n.e. równonoc wiosenna wypadała 21 marca i ten termin został przyjęty przez sobór nicejski do obliczania daty święcenia Wielkanocy. Niedokładność kalendarza juliańskiego spowodowała, że w XVI w. równonoc przesunęła się na 11 marca. W wyniku wprowadzenia kalendarza gregoriańskiego w 1582 i pominięcia wówczas 10 dni, termin równonocy wypada stale w okolicach 21 marca.
Święta obchodzone w tym dniu:
- Międzynarodowy Dzień Astrologii
- Światowy Dzień Zespołu Downa
- Jare Święto, Topienie Marzanny
- irańskie święto Nouruz, witające nowy rok, które w 2010 roku zostało uznane przez Zgromadzenie Ogólne ONZ za święto międzynarodowe[1]
- hinduskie Ćajtra nawaratri
- Międzynarodowy Dzień Planetariów – święto wszystkich planetariów na świecie
- Światowy Dzień Poezji (ustanowiony przez UNESCO)
- Dzień Wagarowicza
- Międzynarodowy Dzień Walki z Dyskryminacją Rasową[2]

## Daty i godziny równonocy
| 20 III, 08:35 | 20 III, 14:31 | 20 III, 20:16 | 21 III, 02:00 | 20 III, 07:49 | 20 III, 13:34 | 20 III, 19:25 | 21 III, 01:07 | 20 III, 06:49 | 20 III, 12:44 |  |  |  |
| 22 IX, 19:28 | 23 IX, 01:05  | 23 IX, 06:56  | 23 IX, 12:47  | 22 IX, 18:30  | 23 IX, 00:23  | 23 IX, 06:04  | 23 IX, 11:51  | 22 IX, 17:45  | 22 IX, 23:18  |  |  |  |
| |               |               |               |               |               |               |               |               |               |  |  |  |
| 2010 | 2011          | 2012          | 2013          | 2014          | 2015          | 2016          | 2017          | 2018          | 2019          |  |  |  |
| 20 III, 18:32 | 21 III, 00:21 | 20 III, 06:15 | 20 III, 12:02 | 20 III, 17:57 | 20 III, 23:45 | 20 III, 05:31 | 20 III, 11:29 | 20 III, 17:15 | 20 III, 22:58 |  |  |  |
| 23 IX, 05:09 | 23 IX, 11:05  | 22 IX, 16:49  | 22 IX, 22:44  | 23 IX, 04:30  | 23 IX, 10:20  | 22 IX, 16:21  | 22 IX, 22:02  | 23 IX, 03:54  | 23 IX, 09:50  |  |  |  |
| |               |               |               |               |               |               |               |               |               |  |  |  |
| 2020 | 2021          | 2022          | 2023          | 2024          | 2025          | 2026          | 2027          | 2028          | 2029          |  |  |  |
| 20 III, 04:50 | 20 III, 10:37 | 20 III, 16:33 | 20 III, 22:25 | 20 III, 04:07 | 20 III, 10:02 | 20 III, 15:46 | 20 III, 21:25 | 20 III, 03:17 | 20 III, 09:01 |  |  |  |
| 22 IX, 15:31 | 22 IX, 21:21  | 23 IX, 03:04  | 23 IX, 08:50  | 22 IX, 14:44  | 22 IX, 20:20  | 23 IX, 02:06  | 23 IX, 08:02  | 22 IX, 13:45  | 22 IX, 19:37  |  |  |  |
| |               |               |               |               |               |               |               |               |               |  |  |  |
| 2030 | 2031          | 2032          | 2033          | 2034          | 2035          | 2036          | 2037          | 2038          | 2039          |  |  |  |
| 20 III, 14:51 | 20 III, 20:41 | 20 III, 02:23 | 20 III, 08:23 | 20 III, 14:18 | 20 III, 20:03 | 20 III, 02:02 | 20 III, 07:50 | 20 III, 13:40 | 20 III, 19:32 |  |  |  |
| 23 IX, 01:27 | 23 IX, 07:15  | 22 IX, 13:11  | 22 IX, 18:52  | 23 IX, 00:41  | 23 IX, 06:39  | 22 IX, 12:23  | 22 IX, 18:13  | 23 IX, 00:02  | 23 IX, 05:50  |  |  |  |
| |               |               |               |               |               |               |               |               |               |  |  |  |
| 2040 | 2041          | 2042          | 2043          | 2044          | 2045          | 2046          | 2047          | 2048          | 2049          |  |  |  |
| 20 III, 01:11 | 20 III, 07:07 | 20 III, 12:53 | 20 III, 18:29 | 20 III, 00:20 | 20 III, 06:08 | 20 III, 11:58 | 20 III, 17:52 | 19 III, 23:34 | 20 III, 05:28 |  |  |  |
| 22 IX, 11:44 | 22 IX, 17:27  | 22 IX, 23:11  | 23 IX, 05:07  | 22 IX, 10:47  | 22 IX, 16:33  | 22 IX, 22:22  | 23 IX, 04:07  | 22 IX, 10:01  | 22 IX, 15:42  |  |  |  |
| |               |               |               |               |               |               |               |               |               |  |  |  |
| 2050 | 2051          | 2052          | 2053          | 2054          | 2055          | 2056          | 2057          | 2058          | 2059          |  |  |  |
| 20 III, 11:20 | 20 III, 16:58 | 19 III, 22:56 | 20 III, 04:46 | 20 III, 10:35 | 20 III, 16:28 | 19 III, 22:11 | 20 III, 04:08 | 20 III, 10:04 | 20 III, 15:44 |  |  |  |
| 22 IX, 21:29 | 23 IX, 03:26  | 22 IX, 09:16  | 22 IX, 15:05  | 22 IX, 21:00  | 23 IX, 02:48  | 22 IX, 08:40  | 22 IX, 14:23  | 22 IX, 20:07  | 23 IX, 02:03  |  |  |  |
| |               |               |               |               |               |               |               |               |               |  |  |  |
| Równonoce marcowe podane są w czasie CET (UTC+1), równonoce wrześniowe podane są w czasie CEST (UTC+2). Źródło danych dla roku 2000: US Naval Observatory Źródło danych dla lat 2001-2059: Fred Espenak |               |               |               |               |               |               |               |               |               |  |  |  |